# Liste des ministres prussiens du Commerce

## Ministère prussien du commerce
En 1740, le roi de Prusse Frédéric II a créé, lors de son arrivée au pouvoir, le "Département des fabriques, du commerce et des manufactures" qui, dans la structure administrative de l'époque, correspond à un ministère de l'économie. Les ministres responsables (qui couvrent toutefois généralement d'autres domaines d'activité) sont également appelés ministres du Commerce. Auparavant, il existait déjà des ministres de ce type, mais ils étaient responsables de nombreux domaines.
Dans la première moitié du XIXe siècle, ce domaine d'activité est géré comme un département (section) du ministère de l'Intérieur. Cependant, plusieurs chefs de section portent déjà le titre de ministre ou sont appelés ministres du commerce par les contemporains.
Le 17 avril 1848, un ministère indépendant est créé, dont le nom officiel est Ministère du Commerce, de l'Industrie et des Travaux publics.
Le bâtiment de service est l'ancienne manufacture d'or et d'argent à Berlin, Friedrichstadt, 79 Wilhelmstrasse. En 1854-1855, le bâtiment est agrandi d'un étage selon les plans de Friedrich August Stüler, puis complété en 1868 par le nouveau bâtiment adjacent au 80 Wilhelmstraße.
Le 17 avril 1878, le domaine des travaux publics (infrastructures, administration des travaux) est séparé en tant que ministère des Travaux publics, laissant le ministère du Commerce et de l'Industrie. Toutefois, les deux ministères continuent à être gérés en union personnelle jusqu'en 1879.
En 1932, avec le "Coup de Prusse", introduit la dénomination de ministère de l'Économie et du Travail.

## Liste des ministres prussiens du Commerce
| Nom                                       | Prise de fonction | Départ de la fonction | |
| ----------------------------------------- | ----------------- | --------------------- | --- |
| Johann Andreas Kraut (de)                 | 1713              | 1723                  | Johann Andreas Kraut · Robert von Patow · August von der Heydt · Albert von Maybach · Otto von Bismarck · Theodor von Möller · Walther Schreiber · Hjalmar Schacht · Hermann Göring · Walther Funk |
| Samuel von Marschall (de)                 | 1740              |                       | Johann Andreas Kraut · Robert von Patow · August von der Heydt · Albert von Maybach · Otto von Bismarck · Theodor von Möller · Walther Schreiber · Hjalmar Schacht · Hermann Göring · Walther Funk |
| Erasmus Robert von Patow                  | 17 avril 1848     | 25 juin 1848          | Johann Andreas Kraut · Robert von Patow · August von der Heydt · Albert von Maybach · Otto von Bismarck · Theodor von Möller · Walther Schreiber · Hjalmar Schacht · Hermann Göring · Walther Funk |
| Karl August Milde                         | 25 juin 1848      | 21 septembre 1848     | Johann Andreas Kraut · Robert von Patow · August von der Heydt · Albert von Maybach · Otto von Bismarck · Theodor von Möller · Walther Schreiber · Hjalmar Schacht · Hermann Göring · Walther Funk |
| August von der Heydt                      | 4 décembre 1848   | 18 mai 1862           | Johann Andreas Kraut · Robert von Patow · August von der Heydt · Albert von Maybach · Otto von Bismarck · Theodor von Möller · Walther Schreiber · Hjalmar Schacht · Hermann Göring · Walther Funk |
| Heinrich Wilhelm von Holtzbrinck          | mai 1862          | 8 octobtre 1862       | Johann Andreas Kraut · Robert von Patow · August von der Heydt · Albert von Maybach · Otto von Bismarck · Theodor von Möller · Walther Schreiber · Hjalmar Schacht · Hermann Göring · Walther Funk |
| Heinrich Friedrich August von Itzenplitz  | décembre 1862     | 13 mai 1873           | Johann Andreas Kraut · Robert von Patow · August von der Heydt · Albert von Maybach · Otto von Bismarck · Theodor von Möller · Walther Schreiber · Hjalmar Schacht · Hermann Göring · Walther Funk |
| Heinrich Karl Julius von Achenbach        | 13 mai 1873       | 3 mars 1878           | Johann Andreas Kraut · Robert von Patow · August von der Heydt · Albert von Maybach · Otto von Bismarck · Theodor von Möller · Walther Schreiber · Hjalmar Schacht · Hermann Göring · Walther Funk |
| Albert von Maybach                        | 30 mars 1878      | 14 juillet 1879       | Johann Andreas Kraut · Robert von Patow · August von der Heydt · Albert von Maybach · Otto von Bismarck · Theodor von Möller · Walther Schreiber · Hjalmar Schacht · Hermann Göring · Walther Funk |
| Karl von Hofmann (de)                     | 14 juillet 1879   | 23 août 1880          | Johann Andreas Kraut · Robert von Patow · August von der Heydt · Albert von Maybach · Otto von Bismarck · Theodor von Möller · Walther Schreiber · Hjalmar Schacht · Hermann Göring · Walther Funk |
| Otto von Bismarck                         | 1880              | 1890                  | Johann Andreas Kraut · Robert von Patow · August von der Heydt · Albert von Maybach · Otto von Bismarck · Theodor von Möller · Walther Schreiber · Hjalmar Schacht · Hermann Göring · Walther Funk |
| Hans Hermann von Berlepsch                | 31 janvier 1890   | 27 juin 1896          | Johann Andreas Kraut · Robert von Patow · August von der Heydt · Albert von Maybach · Otto von Bismarck · Theodor von Möller · Walther Schreiber · Hjalmar Schacht · Hermann Göring · Walther Funk |
| Ludwig Brefeld (de)                       | 26 juin 1896      | 5 mai 1901            | Johann Andreas Kraut · Robert von Patow · August von der Heydt · Albert von Maybach · Otto von Bismarck · Theodor von Möller · Walther Schreiber · Hjalmar Schacht · Hermann Göring · Walther Funk |
| Theodor von Möller (de)                   | 5 mai 1901        | 18 octobre 1905       | Johann Andreas Kraut · Robert von Patow · August von der Heydt · Albert von Maybach · Otto von Bismarck · Theodor von Möller · Walther Schreiber · Hjalmar Schacht · Hermann Göring · Walther Funk |
| Clemens von Delbrück                      | 4 novembre 1905   | 14 juillet 1909       | Johann Andreas Kraut · Robert von Patow · August von der Heydt · Albert von Maybach · Otto von Bismarck · Theodor von Möller · Walther Schreiber · Hjalmar Schacht · Hermann Göring · Walther Funk |
| Reinhold von Sydow (de)                   | 15 juillet 1909   | 5 octobre 1918        | Johann Andreas Kraut · Robert von Patow · August von der Heydt · Albert von Maybach · Otto von Bismarck · Theodor von Möller · Walther Schreiber · Hjalmar Schacht · Hermann Göring · Walther Funk |
| Otto Fischbeck                            | 5 octobre 1918    | 1er novembre 1921     | Johann Andreas Kraut · Robert von Patow · August von der Heydt · Albert von Maybach · Otto von Bismarck · Theodor von Möller · Walther Schreiber · Hjalmar Schacht · Hermann Göring · Walther Funk |
| Wilhelm Siering (de)                      | 7 novembre 1921   | 23 janvier 1925       | Johann Andreas Kraut · Robert von Patow · August von der Heydt · Albert von Maybach · Otto von Bismarck · Theodor von Möller · Walther Schreiber · Hjalmar Schacht · Hermann Göring · Walther Funk |
| Walther Carl Rudolf Schreiber             | 18 février 1925   | 20 juillet 1932       | Johann Andreas Kraut · Robert von Patow · August von der Heydt · Albert von Maybach · Otto von Bismarck · Theodor von Möller · Walther Schreiber · Hjalmar Schacht · Hermann Göring · Walther Funk |
| Friedrich Ernst (de) Reichskommissar (de) | 22 juillet 1932   | 4 février 1933        | Johann Andreas Kraut · Robert von Patow · August von der Heydt · Albert von Maybach · Otto von Bismarck · Theodor von Möller · Walther Schreiber · Hjalmar Schacht · Hermann Göring · Walther Funk |
| Alfred Hugenberg Reichskommissar (de)     | 4 février 1933    | 29 juin 1933          | Johann Andreas Kraut · Robert von Patow · August von der Heydt · Albert von Maybach · Otto von Bismarck · Theodor von Möller · Walther Schreiber · Hjalmar Schacht · Hermann Göring · Walther Funk |
| Kurt Schmitt Reichskommissar (de)         | 30 juin 1933      | 30 janvier 1935       | Johann Andreas Kraut · Robert von Patow · August von der Heydt · Albert von Maybach · Otto von Bismarck · Theodor von Möller · Walther Schreiber · Hjalmar Schacht · Hermann Göring · Walther Funk |
| Hjalmar Schacht Reichskommissar           | 31 janvier 1935   | 26 novembre 1937      | Johann Andreas Kraut · Robert von Patow · August von der Heydt · Albert von Maybach · Otto von Bismarck · Theodor von Möller · Walther Schreiber · Hjalmar Schacht · Hermann Göring · Walther Funk |
| Hermann Göring Reichskommissar            | 26 novembre 1937  | 15 janvier 1938       | Johann Andreas Kraut · Robert von Patow · August von der Heydt · Albert von Maybach · Otto von Bismarck · Theodor von Möller · Walther Schreiber · Hjalmar Schacht · Hermann Göring · Walther Funk |
| Walther Funk Reichskommissar              | 5 février 1938    | 1938                  | Johann Andreas Kraut · Robert von Patow · August von der Heydt · Albert von Maybach · Otto von Bismarck · Theodor von Möller · Walther Schreiber · Hjalmar Schacht · Hermann Göring · Walther Funk |
| Franz Seldte Reichskommissar              | 4 janvier 1935    | 1938                  | Johann Andreas Kraut · Robert von Patow · August von der Heydt · Albert von Maybach · Otto von Bismarck · Theodor von Möller · Walther Schreiber · Hjalmar Schacht · Hermann Göring · Walther Funk |

## Remarques
- Différents temps sont donnés dans la littérature. C'est parce qu'ils font référence à la nomination par intérim, la nomination par le roi et le premier ministre, l'inauguration officielle ; il en est de même pour la demande de révocation, d'approbation de départ et de transfert de fonction / nomination d'un successeur. Cela peut entraîner des lacunes ou des chevauchements, en particulier en période de turbulences et lorsque le prédécesseur est malade.
- Au cours de sa vie, d'autres prénoms sont parfois utilisés que plus tard et deviennent courants dans la littérature. Par conséquent, le nom complet est donné.